# Всесоюзный научно-исследовательский институт гидрогеологии и инженерной геологии
Всесоюзный научно-исследовательский институт гидрогеологии и инженерной геологии (ВСЕГИНГЕО) — геологическое научно-производственное предприятие, создавшее научную и нормативно-методическую основу проведения страны гидрогеологических, инженерно-геологических и геокриологических геологоразведочных работ и исследований на территории СССР. Эти исследования позволили создать гидрогеологическую и инженерно-геологическую подотрасль, минерально-сырьевую базу подземных вод, повысить инженерно-геологическую и геокриологическую изученность СССР. Создано в 1939 году, первым директором был известный учёный, гидрогеолог — Богомолов, Герасим Васильевич.

## История
Образован 3 июля 1939  год постановлением СНК СССР «Об организации геологической службы в Союзе ССР» (№ 977). 
.В 1961 году переезжает из Москвы  в Щемилово со всеми лабораториями и отделами, на его базе в 1974 году создается посёлок Зелёный.
В 2001 году предприятие становится ФГУП «ВСЕГИНГЕО»
В  2003 году начала работу ООО "НАУЧНО-ПРОИЗВОДСТВЕННАЯ КОМПАНИЯ "ВСЕГИНГЕО". В 2018 году реорганизовано в АО ВСЕГИНГЕО.

## Разработки и открытия

### Открытия
- Гидрогеологический эффект Вартаняна – Куликова
- Закономерности инверсионных изменений температуры гидрогеосферы (Н.М. Фролов, 1989 г.).

### Разработки
- Научно-методические основы изучения, разведки и оценки запасов подземных вод
- Гидрогеологические основы охраны подземных вод от загрязнения и истощения
- Научные основы государственного мониторинга состояния недр
- Научно--методические основы гидрогеологического картографирования
- Методика и программные средства для математического моделирования процессов фильтрации и миграции;
- Методы компьютерного моделирования геохимических процессов для прогноза изменения качества и управления качеством подземных вод
- Карта экзогенных геологических процессов России масштаба 1:2 500 000

- Работы по оценке состояния и прогнозированию изменения качества воды на территориях, подвергшихся воздействию аварии на Чернобыльской АЭС.

- Монография «Экогеология России. Европейская часть».

## Руководители
- Богомолов, Герасим Васильевич (1939—1950, 1953—1954)[5]
- Плотников, Николай Иванович (1965—1973)
- Вартанян, Генрих Сенекеримович(1983—2003)
- Круподёров, Владимир Степанович(2003—2018)[6][7]
- Возняковская, Ирина Георгиевна(2018— н.в)

## Известные учёные
- Г. В. Богомолов
- Ф.П. Саваренский
- В.А. Приклонский
- Г.Н. Каменский
- В.М. Швец